# Cylindermagasin

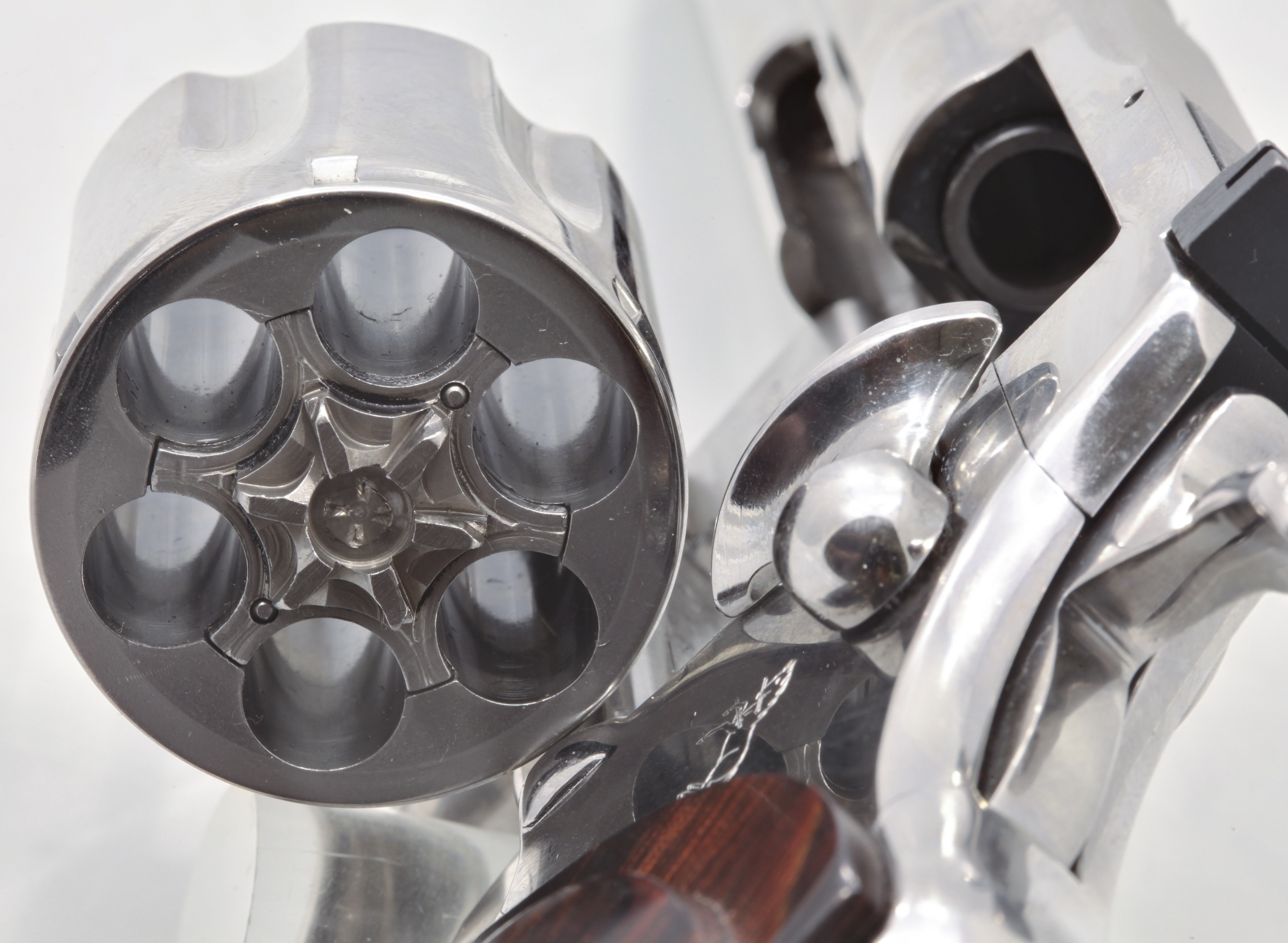
Cylindermagasin på revolver.

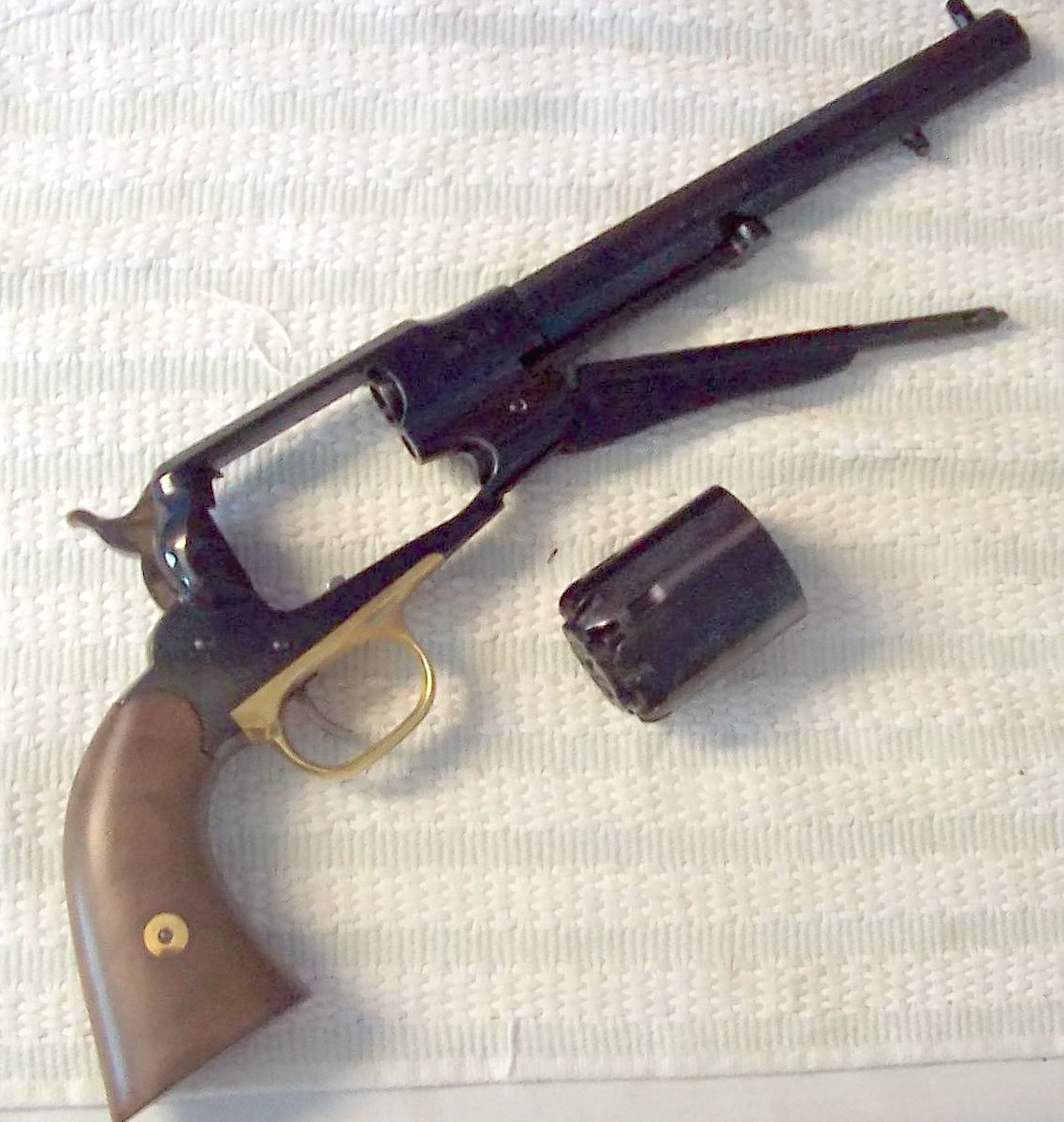
Revolver med urmonterat cylindermagasin.

Cylindermagasin eller revolvermagasin är beteckning på det roterande kammarstycke i vilket ammunitionen placeras i en revolver. I cylindermagasinet är varje patron placerad i en separat kammare som i tur och ordning hamnar i position bakom pipan när magasinet roterar, vanligtvis när hanen spänns. Cylindermagasinet kallas ibland för "trumma".
Förutom på pistoler av revolvertyp kan cylindermagasin även förekomma på andra typer av eldvapen, till exempel hagelgevär som DAO-12 Striker, granatkastare och vapen avsedda för att avlossa tårgasgranater och gummikulor, som den sydafrikanska Milkor MGL och brittiska Arwen 37.